# Ił głębinowy
Ił głębinowy (czerwony ił głębinowy, brązowy muł) – drobnoziarnisty głębinowy osad powstający na dnie basenów oceanicznych i rowów oceanicznych, w oddaleniu od lądu. Ma charakterystyczną czerwono-brązową barwę, będącą wynikiem utleniania żelaza, pochodzącego z sedymentujących cząstek.

## Skład
Głównymi składnikami iłu głębinowego są koloidalne cząstki minerałów ilastych, które zanim ulegną sedymentacji, przez wiele lat mogą pozostawać zawieszone w wodzie. Oprócz nich znaczący udział mają frakcje pyłowe kwarcu, materiału wulkanicznego, pyłu kosmicznego, mikrokonkrecje manganowe oraz niewielkie ilości szczątków szkieletów organizmów (zęby, łuski, kości ryb i ssaków nektonicznych, cetolity). Główne minerały ilaste, występujące w iłach głębinowych: chloryt, illit, montmorillonit, kaolinit.

## Charakterystyka
Średnica cząstek: <0,06 mm, tempo opadania - <2,56×10−1 cm/s. Tempo opadania w warunkach naturalnych ulega przyspieszeniu, ze względu na łączenie się cząstek w agregacje, wskutek przyciągania elektrostatycznego, oraz działalności organizmów odżywiających się przez filtrowanie sestonu i wytwarzających przy okazji pseudofekalia. Czerwono-brązowa barwa wynika z utleniania żelaza, które obficie występuje w pyle nawiewanym z lądów i sedymentującym w basenach oceanicznych oraz manganu, wytrącającego się z wód i formującego mikrokonkrecje. W warstwie powierzchniowej są mocno uwodnione. Osady te, mimo iż ich depozycja jest powolna, mają bardzo dużą miąższość, co wynika z długotrwałego czasu akumulacji (przy tempie akumulacji 0,5 cm na 1000 lat wystarczy zaledwie 100 mln lat na utworzenie osadu u miąższości 500 m).

## Powstawanie
Tempo akumulacji iłów głębinowych jest niewielkie, do 2–3 mm osadu na 1000 lat, zwykle poniżej 1 mm osadu, stąd nawet cienka warstwa odpowiada długiemu okresowi depozycji – dzięki temu, że warunki panujące w głębinach abysalnych są stabilne, a warstwy osadów pozostają niezaburzone, analizując nawet rdzenie niezbyt głębokich odwiertów, można uzyskać informacje o warunkach panujących w długich przedziałach czasu geologicznego. Wzajemne proporcje składników dają pojęcie o procesach geologicznych, klimatycznych, które doprowadziły do ich osadzenia – np. kierunkach wiatrów i położeniu kontynentów, rodzaju klimatu, aktywności wulkanicznej itp.. Większe nagromadzenie iłów głębinowych zaobserwować można tam, gdzie produktywność organizmów jest niewielka – w dużej odległości od stoków kontynentalnych i wzniesień środoceanicznych oraz stref dywergencji, zwłaszcza w centralnych częściach Pacyfiku.